# Geofaktor
Geofaktoren sind die naturgeographischen Gegebenheiten, die die Physiognomie einer Landschaft bestimmen, also unter anderem geologische, klimatische und hydrogeographische Verhältnisse, Böden, Vegetation, aber auch vom Menschen verursachte Tatbestände.
In der Forschung werden Geofaktoren nach anorganischem und organischem Ursprung differenziert betrachtet.
Zu den anorganischen Geofaktoren zählen z. B. Relief, Boden, Atmosphäre und Gewässer, zu den organischen Flora und Fauna sowie als Untergruppe die geistbestimmten Geofaktoren wie Menschheit, Gesellschaft, Personen und ihre Werke.
Je nach Anteil der geistbestimmten Faktoren wird zwischen Naturlandschaft (keine oder wenige) und Kulturlandschaft (überwiegend) unterschieden.